# Santa Ligia
La estación Santa Ligia es una estación del Metropolitano en la ciudad de Lima. Está ubicada en la intersección de la avenida Metropolitana con el jirón Santa Ligia en el distrito de Comas.
Está en construcción hasta abril de 2024.